# U-God
U-God (abréviation de Universal God), de son vrai nom Lamont Jody Hawkins, né le 11 novembre 1970 à Brownsville, Brooklyn, New York, est un rappeur américain. En parallèle à sa carrière solo, il est membre du Wu-Tang Clan. U-God fait quelques apparitions sur les albums du Wu-Tang, ainsi que sur les albums solos de membres du collectif tels que GZA, Raekwon, Ghostface Killah, et Cappadonna..

## Biographie
Hawkins est né le 11 novembre 1970 dans le quartier de Brownsville, à Brooklyn, New York,. Son premier album solo, Golden Arms Redemption, publié le 5 octobre 1999 au label Priority Records, est un échec commercial[réf. nécessaire]. Il fait participer certains membres du Wu-Tang, ainsi que quelques relations comme Sunz of Man ou son protégé Leatha Face, le tout sur des productions de RZA, Bink, John the Baptist, Homocide, Omonte, Hak da Navigator, True Master et Inspectah Deck. Il atteint la 58e place du Billboard 200.
U-God publie un album, Ugodz-Illa Presents the Hillside Scramblers, sous le nom de Ugodz-illa, le 16 mars 2004, dans lequel il présente des rappeurs comme Leatha Face, Black Ice, et Inf-Black ; l'album reçoit un bon accueil critique[réf. nécessaire]. Le 23 juin 2009, U-God publie son troisième album solo, Dopium, au label Babygrande Records,, un album bien accueilli par la presse spécialisée,. L'album atteint la 93e place des Billboard RnB Albums. Le clip du premier single, en featuring avec Method Man, est vu plus que trois millions de fois sur YouTube. L'opus comprend des featurings de Sheek Louch, Jim Jones, Raekwon, Ghostface Killah, GZA, Cappadonna, Method Man, Killah Priest, Jackpot Scotty Wotty et des productions de Bloody Beetroots, Felix Cartal, et Large Professor.
U-God publie son quatrième album, The Keynote Speaker, le 30 juillet 2013.

## Discographie

### Albums studio
- 1999 : Golden Arms Redemption
- 2005 : Mr. Xcitement
- 2009 : Dopium
- 2013 : The Keynote Speaker
- 2018 : Venom

### Album collaboratif
- 2004 : Ugodz-Illa Presents the Hillside Scramblers (sous Ugodz-illa)

### Singles
- 1999 : Dat's Gangsta
- 1999 : Bizarre
- 2002 : Supa Nigga
- 2002 : Wildstyle Superfreak
- 2005 : Bump
- 2005 : You Don't Want to Dance
- 2007 : Takem Home
- 2009 : Train Trussle
- 2009 : Wu-Tang